# Vila Chã da Beira
Vila Chã da Beira est une ancienne paroisse civile portugaise (en portugais : freguesia) de la municipalité de Tarouca dans le district de Viseu.
La loi no 11-A/2013 du 28 janvier 2013, portant réorganisation administrative du territoire des freguesias, fusionne Vila Chã da Beira avec la paroisse voisine de Granja Nova pour former l’União das freguesias de Granja Nova e Vila Chã da Beira (dont le siège est à Granja Nova).